# Have a Nice Day (chanson)
Singles de Bon Jovi
The Distance
(2003) Who Says You Can't Go Home
(2006)
Clip vidéo
[vidéo] « Have a Nice Day », sur YouTube
Have a Nice Day est une chanson du groupe de rock américain Bon Jovi extraite de leur neuvième album studio, Have a Nice Day, paru le 20 septembre 2005.
Avant la sortie de l'album, la chanson a été publiée en single. C'était le premier single tiré de cet album.
La chanson a atteint la 53e place aux États-Unis (dans le Hot 100 du magazine américain Billboard).
Au Royaume-Uni, le single avec cette chanson a atteint la 6e place au classement national.